# لاکهید ام‌کیوام-۱۰۵ آکوئیلا
لاکهید ام‌کیوام-۱۰۵ آکوئیلا (به انگلیسی: Lockheed MQM-105 Aquila) یک هواگرد ساختِ کارخانهٔ لاکهید کورپوریشن در کشور ایالات متحده آمریکا است . این هواگرد برای نخستین بار در ۱۹۸۳ میلادی مورد استفاده قرار گرفت.